# Dipteromantispidae
Dipteromantispidae (лат.) — семейство вымерших мезозойских сетчатокрылых. Насекомые небольшого размера (длина переднего крыла 2,6—7,9 мм). Обладали хватательными передними ногами и редуцированными задними крыльями. Входят в надсемейство Mantispoidea, к которому также относятся Berothidae и Mantispidae.

## Распространение
Большая часть известных представителей семейства найдена в бирманском янтаре. Также описывались из нижнемеловых отложений Китая и из верхнемелового янтаря Нью-Джерси.

## Классификация
- Burmodipteromantispa
  - Burmodipteromantispa jiaxiaoae Liu et al., 2017
- Dipteromantispa
  - Dipteromantispa brevisubcosta Makarkin, Yang & Ren, 2013[2]
- Enigmadipteromantispa
  - Enigmadipteromantispa dimyi[3]
- Halteriomantispa
  - Halteriomantispa grimaldii Liu, Lu & Zhang, 2016[4]
- Jersimantispa
  - Jersimantispa henryi (Grimaldi, 2000) [=Mantispidiptera henryi Grimaldi, 2000[5]]
- Kurtodipteromantispa
  - Kurtodipteromantispa xiai Li et al., 2020[1]
  - Kurtodipteromantispa zhuodei Li & Liu, 2020
- Mantispidiptera
  - Mantispidiptera enigmatica Grimaldi, 2000[5]
- Mantispidipterella
  - Mantispidipterella longissima Liu et al., 2017
- Paradipteromantispa
  - Paradipteromantispa polyneura Li et al., 2020[1]